# Porthtowan
Porthtowan – wieś w Anglii, w Kornwalii. Leży 29 km na północny wschód od miasta Penzance i 384 km na zachód od Londynu.